# Hexatoma (Eriocera) subaurantia
Hexatoma (Eriocera) subaurantia is een tweevleugelige uit de familie steltmuggen (Limoniidae). De soort komt voor in het Oriëntaals gebied.